# GJ 3323 c
GJ 3323 c  — экзопланета, вращающаяся вокруг красного карлика GJ 3323 (LHS 1723) спектрального класса M4V, одной из ближайших к Солнцу звёзд. Расположена на расстоянии 20,7 св. лет от Солнца в созвездии Эридана.
Родительская звезда обладает массой 0,16 масс Солнца и радиусом 0,12 солнечного, с эффективной температурой 3159 K, с металличностью [Fe/H] -0,27.
Масса GJ 3323 c составляет 0,00727 массы Юпитера, что больше, чем масса GJ 3323 b (0,00636 MJ).
Средняя освещённость на орбите планеты GJ 3323 c, в единицах освещённости на орбите Земли, составляет 17%. Это соответствует по освещённости в Солнечной системе области между орбитой Марса и поясом астероидов. С учётом минимальной массы 2,3 масс Земли планета может обладать толстой атмосферой, обеспечивающей значительный парниковый эффект. В этом случае планета может условно считаться находящейся на внешней границе обитаемой зоны. Для планеты такой массы наличие твёрдой поверхности представляется весьма вероятным, однако возможно и обратное (с учётом возможного существования мини-нептунов). GJ 3323 c c имеет период 40,54 суток.
Открытие экзопланеты было описано в статье N. Astudillo-Defru et al. "The HARPS search for southern extra-solar planets XLI. A dozen planets around the M dwarfs GJ 3138, GJ 3323, GJ 273, GJ 628, and GJ 3293",Astronomy & Astrophysics manuscript no. Md˙HARPS˙XLI˙proofs, June 23, 2017. Планета была обнаружена методом радиальных скоростей, при котором периодическое смещение спектральных линий в спектре звезды, обусловленное эффектом Доплера, позволяет предсказать наличие планеты на орбите вокруг звезды.